# The X-Rays

The X-Rays (aussi The X-Ray Fiend) est un court-métrage muet de comédie  réalisé par George Albert Smith, sorti en 1897.
Cette comédie combine deux innovations très récentes, la découverte des rayons X par Wilhelm Röntgen en 1895, et la réalisation accidentelle de l'effet arrêt de caméra en 1896 par Georges Méliès.

## Synopsis
Un homme et une femme, assis sur un banc, se courtisent. Un opérateur, munis d'une caméra aux rayons X survient, les filme et les amoureux se transforment en squelettes jusqu'à ce que l'opérateur arrête de filmer.

## Fiche technique
- Réalisation : George Albert Smith
- Producteur : George Albert Smith
- Photo : George Albert Smith
- Studio : G.A. Smith
- Distributed : Warwick Trading Company
- Pays :  Royaume-Uni
- Genre : Comédie
- Langage : Muet
- Durée : 44 secondes
- Date de sortie : octobre 1897

## Distribution
- Tom Green : l'homme
- Laura Bayley : la femme
- L'opérateur

## Commentaires
- Selon Michael Brooke de BFI Screenonline, le film montre l'un des premiers exemples britanniques d'effets spéciaux réalisés au moyen d'arrêts de caméra. Smith emploie cette technique à deux reprises, une première fois pour permettre la transformation du couple en squelettes après être filmés aux rayons X. Pendant la coupure, les acteurs enfilent un costume noir sur lequel un squelette est peint en blanc, et reprennent leur aspect humain après la deuxième coupure. Le couple est joué par Laura Bayley, la femme de Smith, et par Tom Green, un comédien de Brighton.
- Georges Méliès tournera un an après, en 1898, Les Rayons X, un court-métrage inspiré du film de George Albert Smith.
- La découverte de Wilhelm Röntgen des rayons X cessera bientôt d'être une source de curiosité pour être utilisée exclusivement à des fins scientifiques.